# 1906年《归化法案》
1906年《归化法案》（Naturalization Act of 1906）是美国国会通過的一项法案，由西奥多·罗斯福簽署。该法案要求移民必须学會英语才能順利归化。该法案于1906年6月29日通过，并于1906年9月27日正式生效。该法案後來被1940年《国籍法》所取代。